# Erythemis simplicicollis

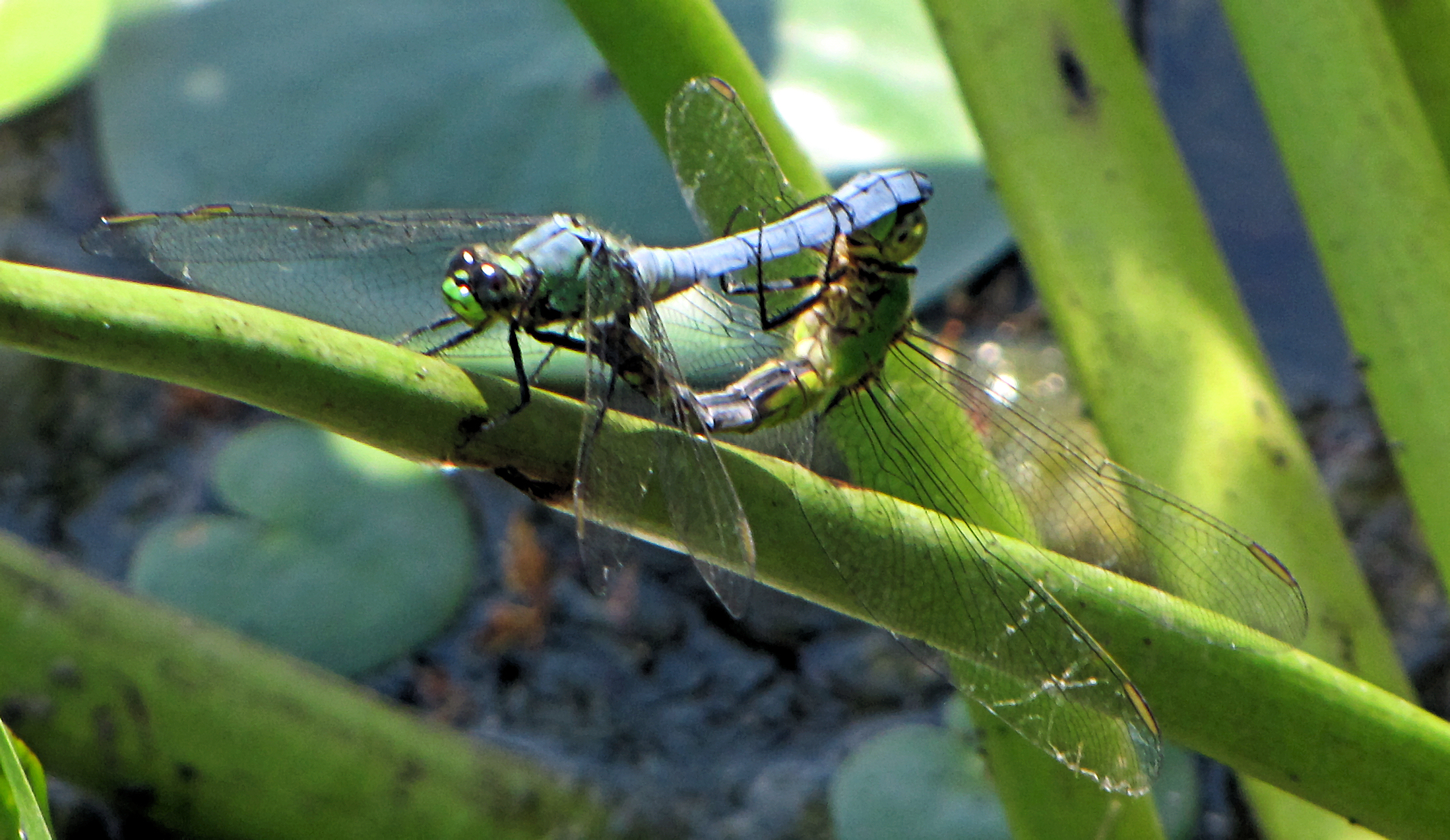
In 'wheel-position', Gatineau, Quebec

Erythemis simplicicollis (tên tiếng Anh là Eastern Pondhawk), tiếng Anh thường gọi là Common Pondhawk, là một loài chuồn chuồn ngô thuộc họ Libellulidae, bản địa của hai phần ba miền đông Hoa Kỳ và miền nam Ontario, Canada. Loài này phân biệt ở chỗ con cái màu xanh lá nhạt và con đực trưởng thành gần như có màu xanh da trời.

## Hình ảnh

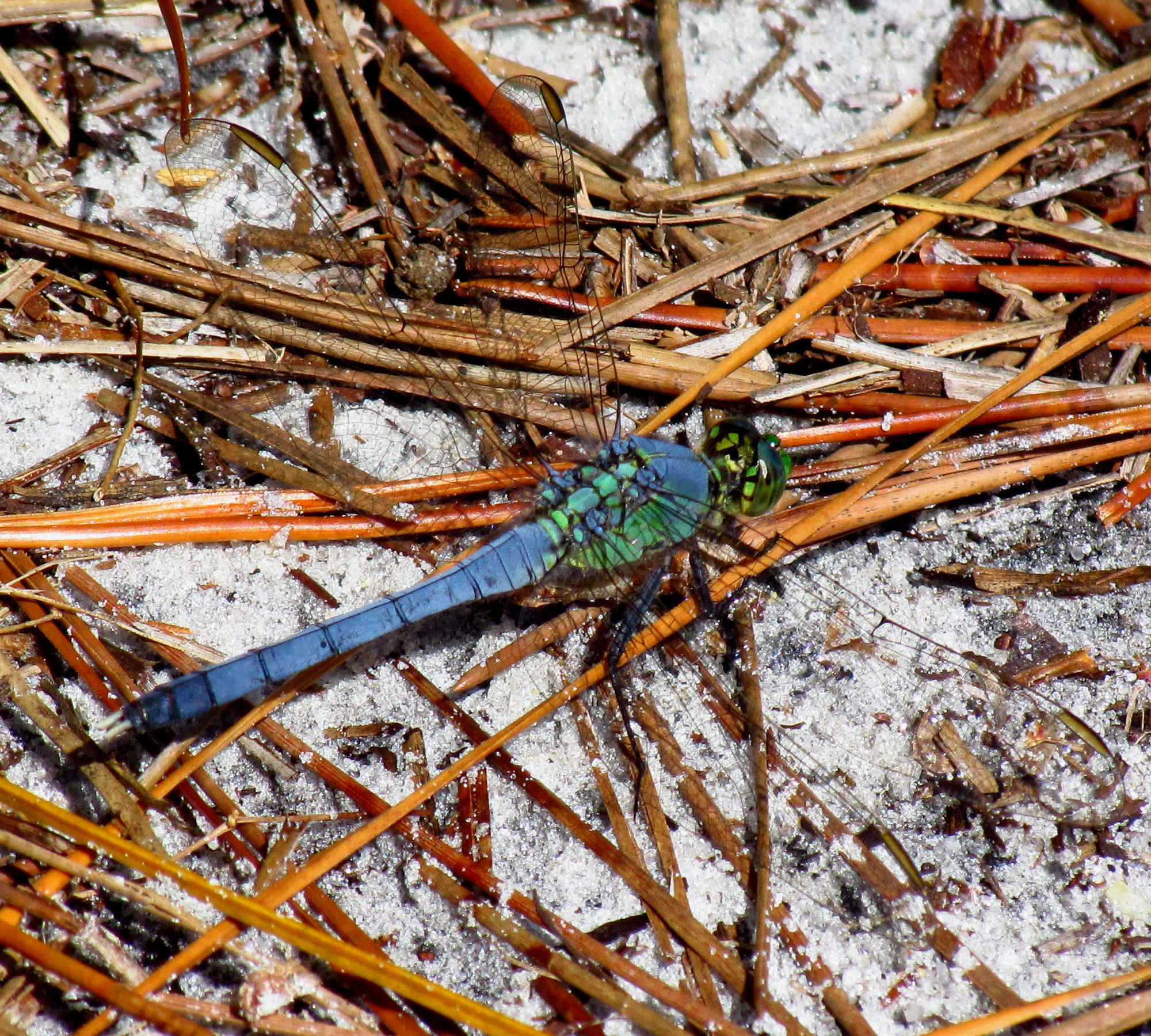
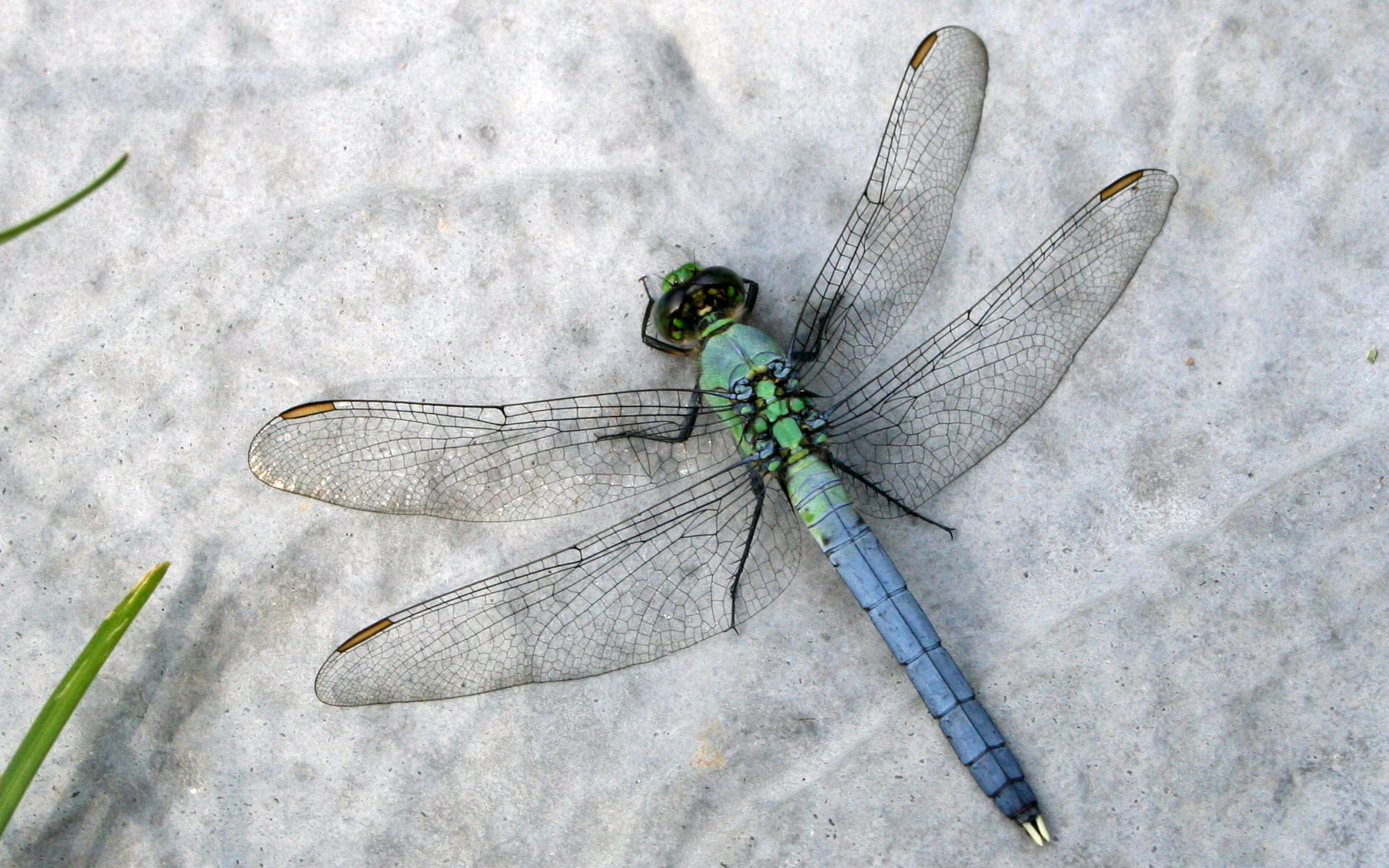
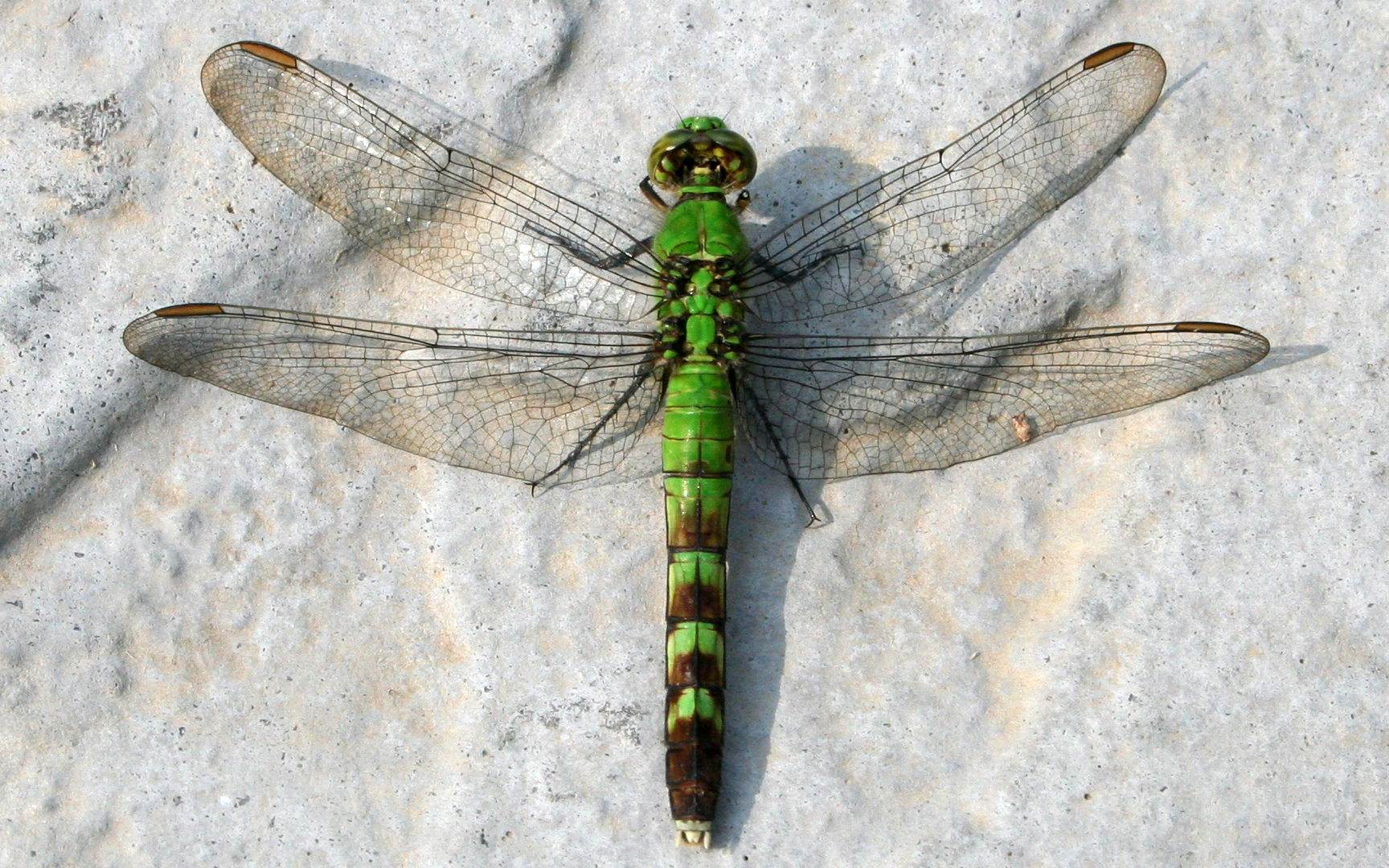
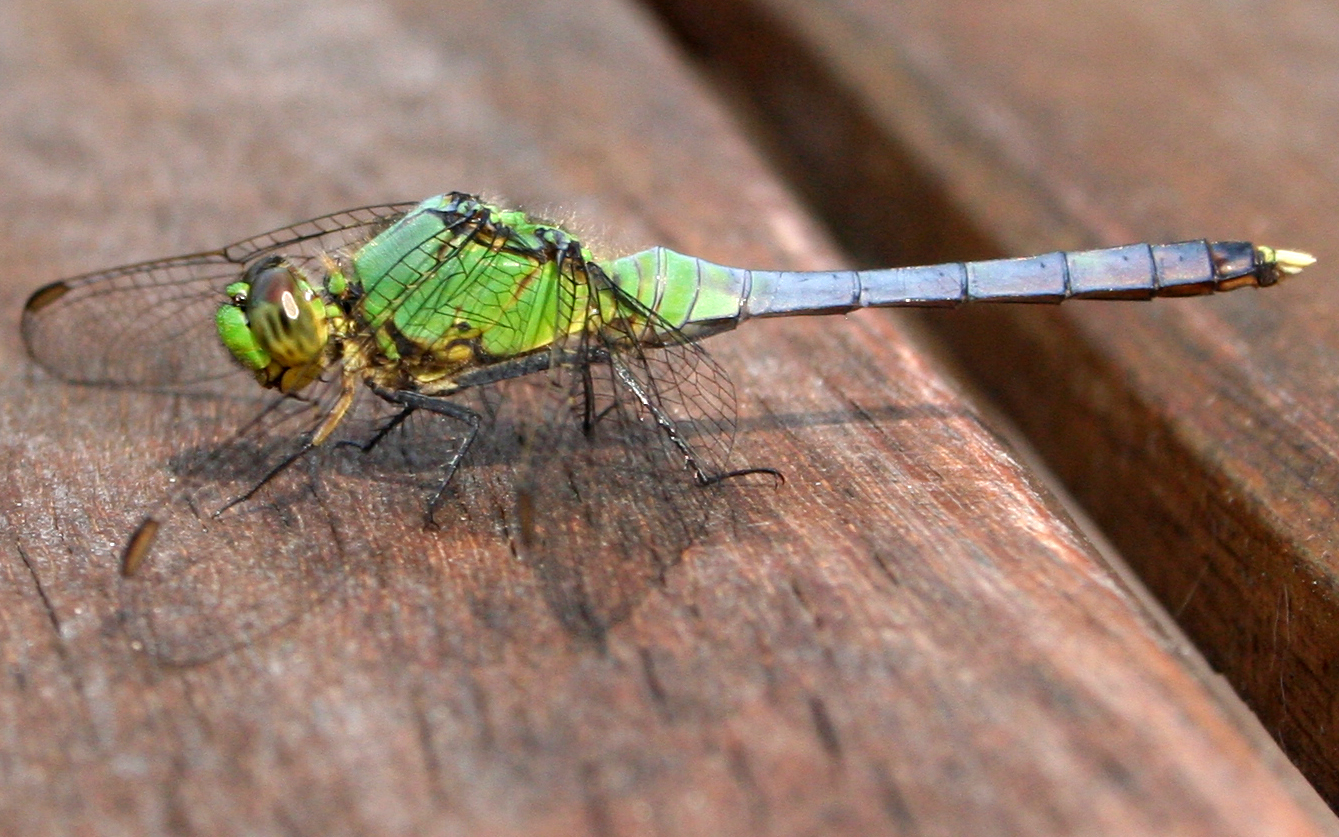